# Goedkeuringskrul

Goedkeuringskrul als SVG

De goedkeuringskrul, krul, krulletje of goedje is een symbool dat gebruikt wordt om aan te geven dat iets goedgekeurd of gezien is, zoals op schoolwerk, maar ook daarbuiten.
De krul kwam waarschijnlijk op in Nederland in de 19e eeuw. Vermoedelijk ontstond het als een snel geschreven 'g', voor 'goed' of 'gezien'. Buiten het Koninkrijk der Nederlanden en voormalige Nederlandse kolonieën zoals Indonesië komt de krul als teken van goedkeuring nauwelijks voor; daar gebruikt men veelal een vinkje.

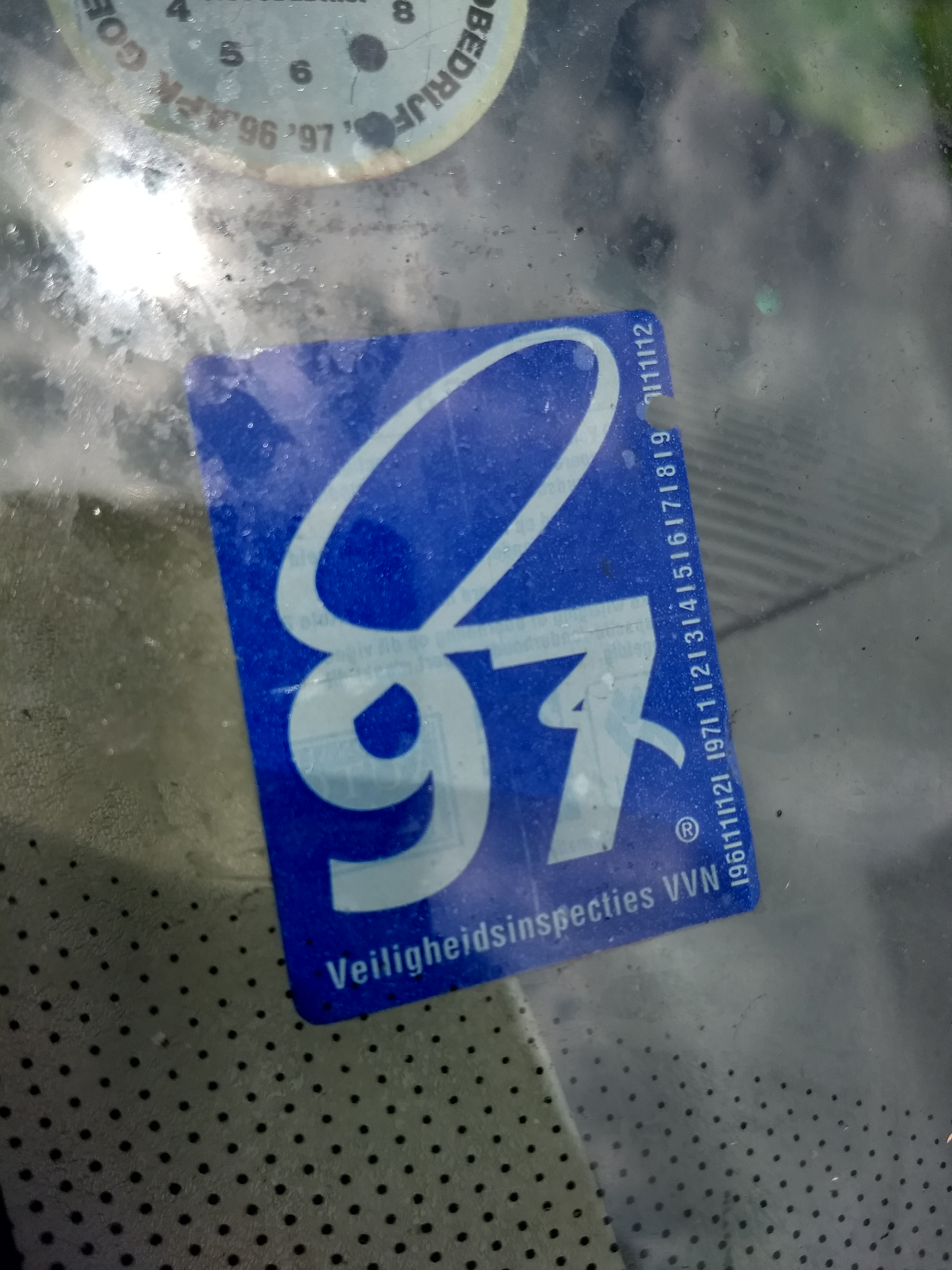
Een sticker met goedkeuringskrul van Veilig Verkeer Nederland, geplaatst achter de voorruit van een goedgekeurd voertuig.

Een voorbeeld van officieel gebruik van een goedkeuringskrul is die op de veiligheidsinspectie sticker van Veilig Verkeer Nederland. De sticker kon na goedkeuring van de automobiel achter de voorruit geplakt worden.